# Pfarrkirche Taufkirchen an der Trattnach

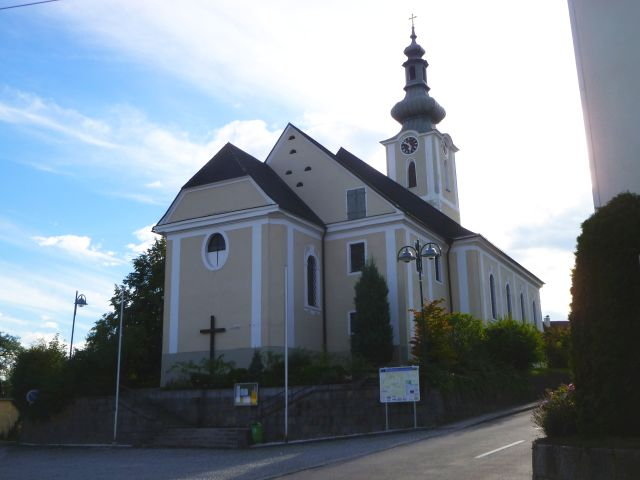
Kath. Pfarrkirche hl. Martin in Taufkirchen an der Trattnach

Die Pfarrkirche Taufkirchen an der Trattnach steht in Taufkirchen an der Trattnach in der Gemeinde Taufkirchen an der Trattnach in Oberösterreich. Die römisch-katholische Pfarrkirche hl. Martin, so der Name der Pfarrkirche, gehört zum Dekanat Kallham in der Diözese Linz. Die Kirche steht unter Denkmalschutz.

## Geschichte
Eine Kirche wurde um 1200 urkundlich genannt. Der gotische Kirchenbau wurde 1725 mit dem Barockbaumeister Jakob Pawanger zu einem barockisierten Kirchenbau umgestaltet. Das Kircheninnere wurde 1958 restauriert.

## Architektur
Das vierjochige ringtonnengewölbte Langhaus hat ein nördliches erhöhtes vierjochiges Seitenschiff mit flachen Hängekuppelgewölben. Der eingezogene zweijochige Chor mit einem Stichkappentonnengewölbe hat einen geraden Schluss. Die Wände sind mit kolossalen Pilastern gegliedert. Im Nordschiff ist Stuck um 1730. Die dreiachsige Westempore mit Platzlgewölben hat zwei Geschoße. Der 36 Meter hohe Westturm trägt eine Zwiebel mit einer Laterne.

## Ausstattung
Der Hochaltar füllt die ganze Chorbreite und zeigt ein Gemälde vom Maler Paul Steiner (1768). Die Kanzel und die Seitenaltäre sind aus 1688. Der Altar im Nordschiff entstand um 1730. Das gotische Kruzifix ist aus dem Ende des 15. Jahrhunderts.